# 胡舒立
胡舒立（こ じょりつ、1953年 - ）は中国のジャーナリスト。財新メディア主筆、《新世紀》総編集。中山大学メディア設計学院教授兼大学院生指導教員である。また2014年まで学院長を務めた。汚職追及の報道などで「中国で最も危険な女性」という異名を持つ。

## 人物・来歴
1953年北京生まれ。1978年に中国人民大学新聞学院に入学し新聞学学士取得、フォーダム大学と北京大学中国経済研究中心合作の経営学修士号も取得した。卒業後は1982年に工人日報に就職し、国際関係の記者と編集を担当した。
1985年にはアメリカの民間シンクタンクから招待されて渡米し、ジャーナリズムの研修を受けた。帰国後1992年に「中華工商時報」国際新聞部主任と首席記者に就任した。
その後1994年にはアメリカのフォーダム大学に留学し、発展経済学を専攻した。
1998年に「財経」誌を創設し、編集長を11年務めた。また同時期に2001年から香港鳳凰衛視の経済ニュース番組総監を務めた。編集長時には重症急性呼吸器症候群（SARS）に関する北京市当局の情報隠蔽などをスクープし注目を浴びたが、その後経営陣との編集路線に関して対立し、辞職した。
2009年には自ら財新メディアを創設した。また中山大学メディア設計学院院長兼教授に就任し、また同時期には中国(海南)改革発展研究院に高級研究員として招かれている。 
2011年、アメリカのタイムの「世界で最も影響力のある100人」に選ばれ、2013年にはフォーブス誌の「アジアの女性ビジネスリーダー」に選ばれた。なお、同時期には国際女性メディアバンク（IWMF）董事会委員、国際新聞記者中心（ICFJ）顧問委員会委員に就任している。
2014年にはマグサイサイ賞を受賞した。
夫の苗棣は中国伝媒大学の文学部部長兼教授である。